# Aérodrome de Montpellier - Candillargues
L’aérodrome de Montpellier - Candillargues ou aérodrome de l’Étang de l’Or (code OACI : LFNG) est un aérodrome civil, ouvert à la circulation aérienne publique (CAP), situé sur la commune de Candillargues à 18 km à l’est de Montpellier dans l’Hérault (région Occitanie, France).
Il est utilisé pour la pratique d’activités de loisirs et de tourisme (aviation légère).

## Histoire
Le premier terrain d’aviation de Montpellier est créé le 20 juin 1911 sur la commune de Villeneuve-lès-Maguelone, au lieu-dit le Terrain du Thôt, dit «l’Arnel», tout au bord de l’étang. L’aérodrome de Candillargues est créé en 1927, au bord de l’Étang de l'Or, afin de se substituer à celui de Villeneuve-lès-Maguelone, devenu trop petit et pour lequel il n’est guère possible de procéder à des extensions.
Dans les années trente, la lenteur des moyens de déplacement terrestres et la mauvaise qualité des infrastructures routières posent le problème de l’éloignement de Candillargues. Il faut choisir un nouveau site, beaucoup plus proche de Montpellier;  il sera implanté sur la commune de Mauguio au lieu dit de Fréjorgues par décision du Ministère de l'aviation en 1937.

## Installations
L’aérodrome dispose d’une piste bitumée orientée sud-nord (14/32), longue de 900 mètres et large de 30.
L’aérodrome n’est pas contrôlé. Les communications s’effectuent en auto-information sur la fréquence de 120.605 MHz
S’y ajoutent :
- des aires de stationnement ;
- des hangars ;
- une station d’avitaillement en carburant (100LL) ;
- un restaurant[2]

## Activités

### Loisirs et tourisme
- Aéroclub de Camargue https://aeroclub-camargue.fr/
- Les ailes montpellieraines
- Hélicoptères De Camargue https://www.camarguehelico.fr/
- Association des constructeurs amateurs de la région méditerranéenne
- Occitanie ULM : école de pilotage, baptêmes de l'air https://www.occitanieulm.fr/

### Sociétés implantées
- Atelier mécanique de Montpellier l’Or
- Baldy aéro
- Hélicoptères De Camargue https://www.camarguehelico.fr/
- Midair
- Service electronic aviation marine (SEAM)
- Pilotec
- Occitanie ULM, école de pilotage  https://www.occitanieulm.fr/